# Алания
Вижте пояснителната страница за други значения на Алания.
Алания е средновековната държава на аланите в Източна Европа, която процъфтява в Северен Кавказ, приблизително в местоположението на днешна Черкесия, Чечения, Ингушетия и Северна Осетия, от нейната независимост от хазарите в края на 9-ти век до унищожаването ѝ от монголското нашествие през 1238 – 39 г. Столицата ѝ е била Магас и е контролирала жизненоважен търговски път през прохода Дариал. Кралството достига своя връх през 11 век, под управлението на крал Дургулел.
Тя се обособява като самостоятелна държава през VIII – IX век. Алания контролира важния търговски път през Дариалския проход в Кавказ. През голяма част от своята история тя е буферна държава между Източната Римска империя и Хазарския каганат, периодично воюва с Абасидския халифат. През X век страната приема християнството. Алания е унищожена през 1239 година при походите на запад на монголците.

## Личности
- Мария Аланска (1050 – 1103), византийска императрица (1071 – 1081), съпруга на императорите Михаил VII Дука и Никифор III Вотаниат.